# Phoebe in Wonderland
Phoebe in Wonderland —titulada en español como Phoebe en el País de las Maravillas— es una película de 2008 dirigida por Daniel Barnz e inspirada por elementos de las novelas infantiles Las aventuras de Alicia en el país de las maravillas y de A través del espejo y lo que Alicia encontró allí.

## Argumento
La película cuenta la historia de una niña de 9 años, Phoebe. Si bien se trata de ser extraño e inseguro, su madre y su padre se trata de complejidad en su relación entre sí y sus hijos desafiantes. Su hermana pequeña se siente descuidada como ganancias Phoebe más atención.
Phoebe consigue entonces el papel de Alicia en la obra de teatro de su colegio, acerca de Alicia en el País de las Maravillas, dirigida por la nueva profesora de drama del centro, la Miss Dodger. Phoebe florece en el escenario, sintiéndose relajada y normal, pero su comportamiento impulsivo persiste fuera de la obra. 
Finalmente, la niña deberá explicar su situación a la clase, para poder continuar con la representación teatral incluso cuando la Miss Dodger es expulsada del colegio.

## Reparto
- Elle Fanning como Phoebe Lichten, una niña con síndrome de Tourette.
- Felicity Huffman como Hillary Lichten, la madre de Phoebe.
- Patricia Clarkson como Miss Dodger, la profesora de teatro en la escuela de Phoebe.
- Bill Pullman como Peter Lichtenstein, el padre de Phoebe.
- Bailee Madison como Olivia Lichtenstein, la hermana menor de Phoebe. Cerca al principio, las hermanas se separan como el progreso del síntoma de Phoebe.
- Ian Coletti como Jamie Madison, único amigo de Phoebe.
- Caitlin Sanchez como Mónica, uno de los compañeros de clase de Phoebe. Reproduce la Reina Blanca en la obra en la escuela de Phoebe

- Datos: Q2088457